# Jekeliella
Jekeliella is een geslacht van uitgestorven weekdieren uit de klasse van de Gastropoda (slakken).

## Soorten
- Jekeliella balatonica (Rolle, 1862) †
- Jekeliella dombovarensis Bandel, 2010 †
- Jekeliella gradata (Fuchs, 1870) †
- Jekeliella tenuistriata (Fuchs, 1870) †